# Avanzada regia

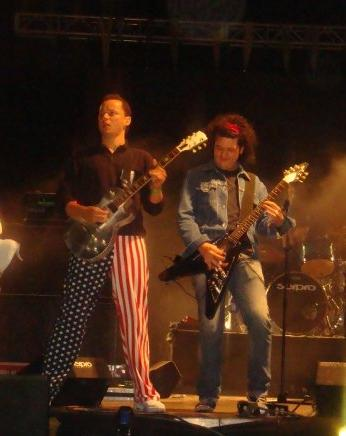
Una de las bandas más emblemáticas de la Avanzada regia es Plastilina Mosh.

Avanzada Regia es el nombre con que se conoce a un exitoso movimiento musical de México, oriundo de la ciudad Monterrey, capital del estado de Nuevo León. El movimiento se inició profesionalmente en 1995, aunque sus pioneros empiezan a tocar en bares de la ciudad en 1994, logrando llamar la atención y renombre en la sociedad.
La «Avanzada Regia» destacó por su variedad musical y por ser la primera generación de bandas alternativas fuera de la capital del país que cosechó el éxito a nivel nacional.

## Orígenes
El grupo Zurdok Movimento ganó el concurso de rock Rocktitlan, siendo la primera banda no capitalina en ganarlo creando así tanta expectativa hacia la ciudad que las disqueras empezaron a trasladarse a buscar grupos. La Última de Lucas, integrada por jóvenes que no rebasaban los veinte años pero contaban con talentosos músicos en su alineación, fue la primera banda regiomontana en firmar un contrato discográfico.
Sin embargo, el exceso de trámites y la misma inexperiencia de las disqueras al tratar asuntos no ubicados en la Ciudad de México, aunado a los intereses personales de los músicos, provocó que el día que se anunció la salida del primer disco de esta agrupación, se hiciera también oficial su desaparición.
Una vez más el panorama se tornaba un tanto sombrío, sin embargo algo se había despertado en los músicos regiomontanos. Ahora sabían que era posible captar la atención de las compañías disqueras, aun estando en Monterrey. Las diferentes agrupaciones no cedieron y continuaron tocando en diversos escenarios del Norte de México.
No sería sino hasta 1996 que otro grupo, esta vez uno de hip-hop, firmaría un contrato con una compañía transnacional. El trío llamado Control Machete fue el primero de Monterrey en ver cristalizado el sueño de tener un disco en el mercado, contando con toda la infraestructura de una discográfica detrás. Y no sólo se trató de un golpe de suerte, pues vendió cerca de medio millón de copias con su primera placa: Mucho Barato. Contrario a lo que podría esperarse de una agrupación de hip hop, las rimas de Control Machete no hablaban de la vida en pandilla ni del crimen. Hacían clara alusión a los paisanos mexicanos que cruzan el Río Bravo y son víctimas del racismo en Estados Unidos. Sus líricas estaban llenas de referentes obligados a la ciudad que los vio nacer: Monterrey.
Al fenómeno latinoamericano de Control Machete le siguieron, a manera de un efecto cascada, más bandas. Zurdok Movimento fue firmado también con Discos Manicomio, subsello de PolyGram, al igual que la propuesta de rapcore llamada La Flor de Lingo.[cita requerida]

## Estilo
Dentro de los diferentes estilos hay claras influencias de grunge (Jumbo, Zurdok, Volován), pop punk (Genitallica y Panda), hip-hop (Control Machete, Cartel de Santa, La Flor de Lingo), electrónica (Plastilina Mosh, Kinky) y creaciones originales como el raggamuffin (El Gran Silencio, La Verbena Popular, Dj Platas, The Pasta Core), entre otros.
A pesar de no existir ninguna constante en los diversos estilos musicales que identificaban a las bandas regiomontanas, existe un factor que siempre se hizo presente: la camaradería y solidaridad entre las bandas.

## Álbumes lanzados por grupos de la Avanzada Regia
| Año  | Banda              | Título                      | Notas |
| ---- | ------------------ | --------------------------- | ----- |
| 1995 | The Ireland        | Sin 0                       |       |
| 1995 | Cabrito Vudú       | De Pueblo en Pueblo         |       |
| 1996 | La Última de Lucas | No hay Moral                |       |
| 1996 | Control Machete    | Mucho Barato                |       |
| 1997 | Zurdok             | Antena                      |       |
| 1997 | Plastilina Mosh    | Aquamosh                    |       |
| 1998 | El Gran Silencio   | Libres y lokos              |       |
| 1998 | Espantosas X       | Ohh Diablos                 |       |
| 1998 | Inspector          | Blanco y Negro              |       |
| 1998 | Flor De Lingo      | Guadalupe Flava             |       |
| 1999 | Jumbo              | Restaurant                  |       |
| 1999 | Espantosas X       | Merolico Core               |       |
| 1999 | Control Machete    | Artillería pesada presenta. |       |
| 1999 | Zurdok             | Hombre Sintetizador         |       |
| 1999 | Cabrito Vudú       | Tatuajes de Pólvora         |       |

| Año  | Banda            | Título                            | Notas |
| ---- | ---------------- | --------------------------------- | ----- |
| 2000 | Plastilina Mosh  | Juan Manuel                       |       |
| 2000 | El Gran Silencio | Chuntaro Radio Poder              |       |
| 2000 | Círculos de Nada | Círculos de Nada                  |       |
| 2000 | Genitallica      | ¿Picas O Pláticas?                |       |
| 2000 | Panda            | Arroz con Leche                   |       |
| 2001 | Jumbo            | D. D. y Ponle Play                |       |
| 2001 | Zurdok           | Maquillaje                        |       |
| 2001 | Kinky            | Kinky                             |       |
| 2002 | Volován          | Volován                           |       |
| 2002 | Inspector        | Alma En Fuego                     |       |
| 2002 | Genitallica      | Sin Vaselina                      |       |
| 2002 | Cartel de Santa  | Cartel de Santa                   |       |
| 2002 | Panda            | La Revancha del Príncipe Charro   |       |
| 2003 | Volován          | Ella es Azul                      |       |
| 2003 | Jumbo            | Teleparque                        |       |
| 2003 | Niña             | R.o.c.k.                          |       |
| 2003 | Control Machete  | Uno, Dos, Bandera                 |       |
| 2003 | Espantosas X     | Mexican Mero Mole                 |       |
| 2003 | Plastilina Mosh  | Hola Chicuelos                    |       |
| 2003 | Kinky            | Atlas                             |       |
| 2003 | Cabrito Vudú     | Ni lados B, ni lados A            |       |
| 2004 | El Gran Silencio | Super Riddim Internacional Vol. 1 |       |
| 2004 | Cartel de Santa  | Cartel de Santa Vol II            |       |
| 2004 | Genitallica      | ConSEXcuencias                    |       |
| 2004 | Volvox           | dEMo                              |       |
| 2004 | Inspector        | Unidad, Cerveza y Ska             |       |
| 2004 | Cabrito Vudú     | Boomerang                         |       |
| 2005 | Panda            | Para ti con desprecio             |       |
| 2005 | Jumbo            | Gran Panorámico                   |       |
| 2005 | Niña             | Laredo Love                       |       |
| 2006 | Vaquero          | Vaquero                           |       |
| 2006 | Volován          | Monitor                           |       |
| 2006 | Kinky            | Reina                             |       |
| 2006 | Cartel de Santa  | Volumen Prohibido                 |       |
| 2006 | Plastilina Mosh  | Tasty + B-Sides                   |       |
| 2006 | El Gran Silencio | Comunicaflow Underground          |       |
| 2006 | Chetes           | Blanco Fácil                      |       |
| 2006 | Inspector        | Amar o Morir                      |       |
| 2006 | Panda            | Amantes sunt amentes              |       |
| 2007 | Flor de Lingo    | Segundo Round                     |       |
| 2007 | Niña             | Punk Robot                        |       |
| 2007 | Cohetica         | A * Tension                       |       |
| 2007 | Espantosas X     | Teikirisi Bois (Aquí Están)       |       |
| 2007 | Panda            | Sinfonia Soledad                  |       |
| 2008 | Chetes           | Efecto Dominó                     |       |
| 2008 | Cartel de Santa  | Volumen IV                        |       |
| 2008 | Zubersiva        | Zubersiva                         |       |
| 2008 | Kinky            | Barracuda                         |       |
| 2008 | The Volture      | The Volture                       |       |
| 2008 | Panda            | Poetics                           |       |
| 2008 | Plastilina Mosh  | All U Need Is Mosh                |       |
| 2008 | Nublo            | Nublo                             |       |
| 2008 | Volován          | Hogar                             |       |

### 2010 - presente
| Año  | Banda                          | Álbum                           | Notas |
| ---- | ------------------------------ | ------------------------------- | ----- |
| 2010 | Sabia                          | Flash                           |       |
| 2010 | Chetes                         | Hipnosis                        |       |
| 2010 | Panda                          | Panda MTV Unplugged             |       |
| 2011 | Zanttos                        | No Teresa solo vamos            |       |
| 2011 | Kinky                          | Sueño de la máquina             |       |
| 2011 | Jumbo                          | Alto al fuego                   |       |
| 2011 | The Volture                    | Sonoma                          |       |
| 2011 | Corazón Attack                 | Sonámbula                       |       |
| 2011 | Espantosas X                   | Oldie & Proudly Cochera Band    |       |
| 2012 | Genitallica                    | Sean Todos Bien Venidos         |       |
| 2012 | Panda                          | Bonanza                         |       |
| 2012 | Mexican Dubwiser               | Revolution Radio                |       |
| 2012 | Chetes                         | Cardio Sapien                   | EP    |
| 2012 | The Volture                    | Sigue Hablando                  | EP    |
| 2013 | Corazón Attack                 | Proyección Del Miembro Fantasma |       |
| 2013 | Panda                          | Sangre Fría                     |       |
| 2014 | Sexy Marvin                    | Beautiful Combination           |       |
| 2014 | Zurdock                        | Gran Salto 1997-2014            |       |
| 2014 | Jumbo                          | Alfa Beta Grey                  |       |
| 2014 | Mexican Dubwiser               | Electric City                   |       |
| 2014 | Genitallica                    | A la larga te acostumbras       |       |
| 2015 | Tony True and the Tijuana Tres | TTTT                            |       |
| 2016 | Búfalo Blanco                  | Búfalo                          |       |